# Горный (Амурская область)
Го́рный — посёлок в Зейском районе Амурской области России. Образует сельское поселение Горненский сельсовет.
Посёлок Горный, как и Зейский район, приравнен к районам Крайнего Севера.

## География
Расположен в 125 км к северу от районного центра, города Зея, на северном берегу Зейского водохранилища. Недалеко от посёлка находится устье реки Мульмугакан. В 10 км севернее посёлка проходит Байкало-Амурская магистраль, ближайшие станции — Улак (ДВЖД) и Верхний Улак (железнодорожная линия Улак — Эльга).
Напротив посёлка.
```
Горный на восточном берегу залива Зейского водохранилища находится посёлок 
Верхнезейск
, населённые пункты соединяет железнодорожный мост.
```

## Население
| 2002 | 2010 | 2012 | 2013 | 2014 | 2015 | 2016 |
| ---- | ---- | ---- | ---- | ---- | ---- | ---- |
| 944  | ↘867 | ↘850 | ↘819 | ↘807 | ↘797 | ↘777 |
| 2017 | 2018 | 2021 |      |      |      |      |
| →777 | ↘760 | ↘634 |      |      |      |      |